# Arekolina
Arekolina – organiczny związek chemiczny, substancja psychoaktywna z grupy alkaloidów pirydynowych, zawarta w orzechach palmy arekowej.
Arekolina otrzymywana jest też syntetycznie z kwasu nikotynowego. Jest silną trucizną, powodującą skurcze mięśni gładkich. Obecnie arekolina jest stosowana w weterynarii jako lek przeczyszczający oraz przeciw robakom.
Arekolina jest środkiem parasympatykomimetycznym, a mianowicie agonistą trzech receptorów muskarynowych: M1, M2 i M3. Pobudza układ przywspółczulny – powoduje między innymi przyspieszenie perystaltyki przewodu pokarmowego i stymuluje czynność gruczołów wydzielniczych.